# Haminu Draman
Haminu Draman, né le 1er avril 1986, est un footballeur international ghanéen évoluant au poste de milieu de terrain.
Draman participe à la coupe du monde 2006 avec l'équipe du Ghana.